# Haim Gouri
Haim Gouri, o anche Chaim Guri (in ebraico חיים גורי‎?; Tel Aviv, 9 ottobre 1923 – Gerusalemme, 31 gennaio 2018), è stato un poeta, scrittore, regista e giornalista israeliano.

## Vita
Nel 1941 Guri si arruolò nella Palmach. Nell'estate del 1947 fu inviato in Ungheria e Cecoslovacchia per organizzare il trasferimento in Palestina dei superstiti dell'Olocausto. Ha combattuto nella Guerra dei Sei Giorni e ha servito in qualità di ufficiale docente nel Sinai durante la Guerra del Kippur.  Negli anni 1950-52 ha studiato letteratura ebraica, filosofia e cultura francese alla Hebrew University di Gerusalemme.

## Premi
Guri ha ricevuto il Premio Bialik per la Letteratura nel 1975 e il Premio Israele per la Poesia nel 1988. Il film The 81st Blow, che lui stesso ha scritto, co-prodotto e co-diretto, è stato nominato per il Premio Oscar del 1974 nella categoria documentari. Tale film fa parte di una drammatica trilogia della Shoah, che include The Last Sea e Flames in the Ashes.
Le sue poesie sono state pubblicate antologicamente in 22 lingue.

## Opere

### Poesie
Poesie pubblicate in ebraico: 
- Pagina web intitolata "Haim Gouri" sul sito di The Institute for the Translation of Hebrew Literature, su ithl.org.il (archiviato dall'url originale il 30 settembre 2007).
- Pirhei Esh ("Fiori di fuoco, anni di fuoco"), 1949
- Ad A lot Ha-Shahar ("Fino all'alba"), poesie e diario di guerra, 1950
- Shirei Hotam ("Poems of the Seal"), 1954
- Shoshanat Ruhot ("Compass Rose"), 1960
- Tnuah Le-Mag'ah ("Movement to Touch"), 1968
- Mar'ot Gihazi ("Visioni Gehazi"), 1974
- Ad Kav Ha-Nesher ("La linea dell'aquila"), 1975
- Ayuma 1979
- Mahbarot Elul ("Fine dell'estate"), 1985
- Heshbon Over ("Conto corrente, Scelta di poesie"), 1988
- Ha-Ba Aharai ("Poesie"), 1994
- Milim Be-Dami Holeh Ahavah ("Parole nel sangue malato d'amore"), antologia di poesie in traduzione inglese dal titolo Words in My Love-Sick Blood, trad: Stanley F. Chyet, Detroit: Wayne State University Press, 1996, ISBN 0-8143-2594-7.
- Ha-Shirim ("Le poesie"), in due volumi, 1998

### Romanzi
Tradotti in inglese:
- The Chocolate Deal (1965).  New York: Holt, Rinehart & Winston, 1968, ISBN 1-125-15196-X. Detroit: Wayne State University Press, 1999, ISBN 0-8143-2800-8.
- The Crazy Book (Il Libro pazzo, 1971)
- The Interrogation, The Story of Reuel (L'interrogatorio, La storia di Reuel, 1980)

### Saggistica
- Facing the Glass Booth: the Jerusalem Trial of Adolf Eichmann (Davanti alla gabbia di vetro: il processo di Adolf Eichmann a Gerusalemme, 1962). Detroit: Wayne State University, 2004, ISBN 0-8143-3087-8.
- Pages of Jerusalem (Pagine di Gerusalemme, 1968), annotazioni.

### Documentari
- Ha-Makah Hashmonim V'Echad (The 81st Blow – L'81º colpo, 1974), distribuito con sottotitoli inglesi dalla "American Federation of Jewish Fighters, Camp Inmates and Nazi Victims"
- Ha-Yam Hà haron (The Last Sea – L'ultimo mare, 1980)
- Pnei Hamered (Flames in the Ashes - Fiamme nelle ceneri, 1985)